# Hrvatski planinarski savez
Hrvatski planinarski savez (deutsch Kroatischer Bergsteigerverband, HPS) ist der nationale kroatische Bergsteigerverband, der am 15. Oktober 1874 auf Initiative von Bude Budisavljević und Đuro Pilar gegründet wurde.
Er hat seinen Hauptsitz in Zagreb in Kroatien und gibt seit 1898 als Zeitschrift Hrvatski planinar (deutsch Der kroatische Bergsteiger) heraus.
Der HPS ist seit 1991 UIAA-Mitglied, und Mitglied in der Balkan Mountaineering Union (BMU), sowie seit 2017 Mitglied der EUMA.
Er vereint die örtlichen Bergsteiger-Verbände in Kroatien, kümmert sich um Berghütten und Wege in den kroatischen Bergen und koordiniert und fördert die Tätigkeit der Bergführer. Die Bergsteiger selbst sind nicht Mitglied des HPS, sondern des örtlichen Vereins.

## Bekanntes Mitglied
- Johannes Frischauf (Gründer)